# Amarok (Poolse band)
Amarok is een muziekproject gemaakt door Michał Wojtas en Bartosz Jackowski in 1999. Sinds 2003 is het project alleen voortgezet door Michał Wojtas.
Aan de opnames voor de albums van de formatie werd onder andere meegewerkt door Colin Bass, Mariusz Duda en andere Poolse instrumentalisten. In 2017 kwam na een pauze van 12 jaar een album uit met nieuw materiaal. Sinds de heropleving van Amarok bestaat de kern van de groep, uit Michał Wojtas en Marta Wojtas als auteur van teksten en instrumentalist. Amarok's muziek is een mix van progressieve rock, ambient en folk genres.

## Geschiedenis
De naam van de band is geïnspireerd op de titel van het album (1990) van de Britse muzikant Mike Oldfield. In de eerste jaren lieten de auteurs zich inspireren door de muziek van Oldfield en Pink Floyd. Na verloop van tijd ontstond Amaroks eigen stijl.
Wojtas speelt de meeste instrumenten zoals elektrische, klassieke en basgitaar, theremin, harmonium, duduk, Hammond-orgel, analoge synthesizers , synthesizers en percussie-instrumenten, en is ook de hoofdvocalist. De Britse progressieve muzikant Colin Bass werkte ook samen met de band op de albums Neo Way (2002) en Hunt (2017), evenals Mariusz Duda van de band Riverside op het album Metanoia (2004), Hunt (2017).
Na de release van het album Hunt, spelen de leden van het project concerten met nummers van al hun albums. In verschillende bezettingen trad de band op tijdens vele muziekevenementen in Polen en in het buitenland, zoals ProgFest Legionowo, Ino-Rock Festival (2018), Progressive Rock Festival (Toruń), Warsaw Prog Days, Artrock-Festival ( Reichenbach im Vogtland, Duitsland), Tanz Ist (Oostenrijk), en trad ook op op het Summer Fog Festival (2019), waar Nick Mason (Pink Floyd) de belangrijkste act was.
In 2018 gebruikte de Britse choreograaf James Wilton "Hunt" in zijn danstheaterproductie James Wilton Dance Company Hold-On, die in première ging in Theater Münster ( Münster, Duitsland). In 2019 componeerde Wojtas de soundtrack voor Wiltons gehele voorstelling The Storm, die in première ging in The Place, het Londense performance- en kunstcentrum. Muziek van dit optreden is opgenomen op het album The Storm (2019).
In 2020 voegden drummer Konrad Zieliński en bassist en violist Kornel Popławski zich bij de vaste line-up van Amarok.

## Discografie
- Amarok (2001)
- Neo Way (2002)
- Metanoia (2004)
- Hunt (2017)
- The Storm (2019)
- Hero (2021)
- Hope (2024)